# Trentepohlia auricosta
Trentepohlia auricosta är en tvåvingeart som beskrevs av Alexander 1934. Trentepohlia auricosta ingår i släktet Trentepohlia och familjen småharkrankar. Inga underarter finns listade i Catalogue of Life.